# 마르쿠스 노니우스 마크리누스

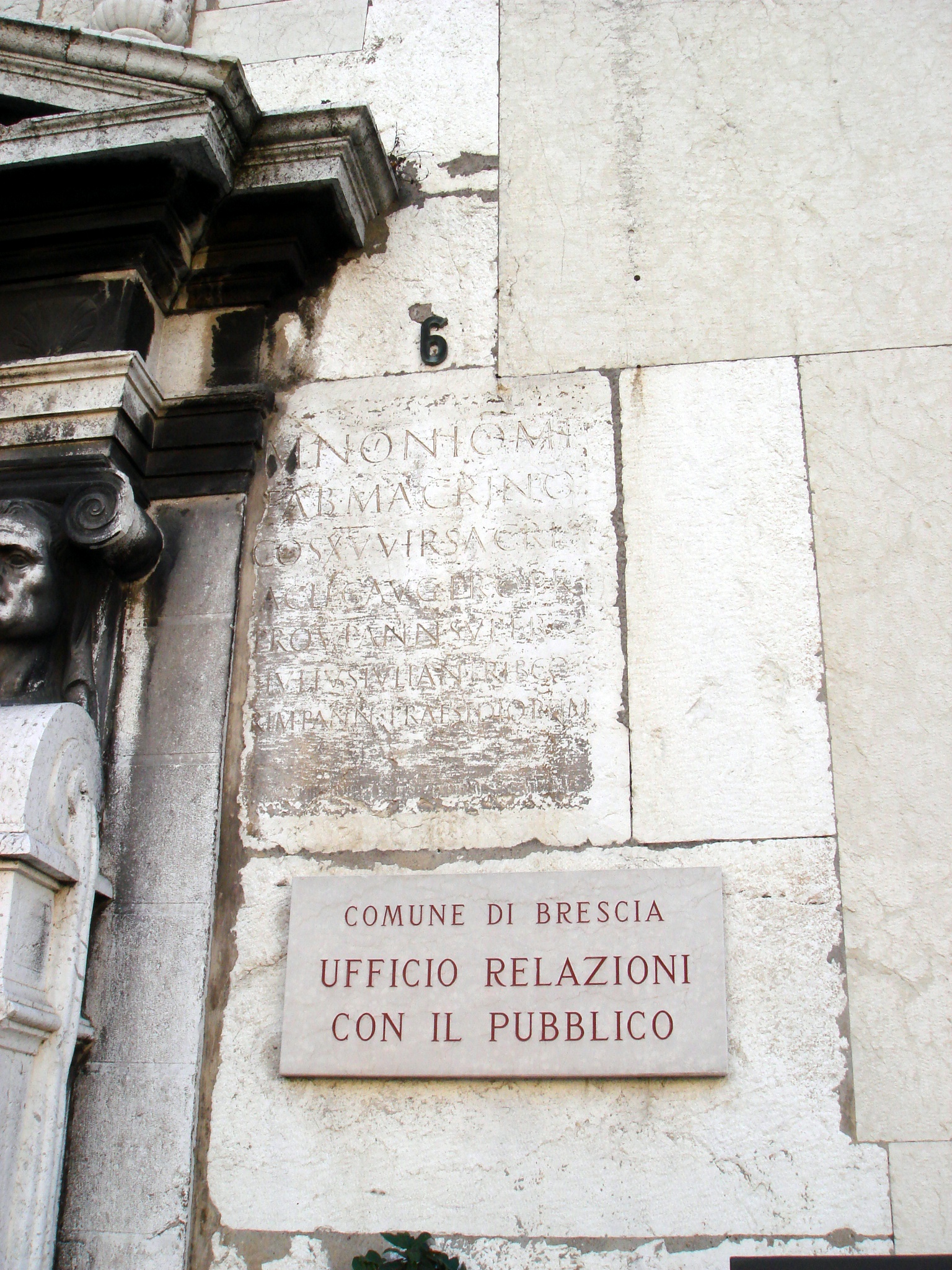
금석문

마르쿠스 노니우스 마크리누스(Marcus Nonius Macrinus)는 로마 황제 안토니누스 피우스, 루키우스 베루스, 마르쿠스 아우렐리우스 재위 기간 고대 로마의 원로원 의원이자 장군이다. 마크리누스는 154년 4월에서 6월까지 눈디니움 기간 [Prifernius ?] Paetus를 동료 집정관으로 둔 보좌 집정관이었다.
그의 무덤에 있는 금석문에 의하면, 그는 본래 브레시아 (브릭시아) 출신이었다고 한다. 그는 마르쿠스 아우렐리우스의 조언자였다. 노니우스 마크리누스는 판노니아 인페리오르 (152년경-154년경), 판노니아 수페리오르 (159년경-162년경)의 레가투스 그리고 아시아 속주의 프로콘술 (170/171년)을 맡았었다.

## 가족
그의 아내는 금석문들에 의하면 아리아 (Arria, 뿐만 아니라 두 번째 노멘은 플라비아나 만리아였을 수 있다)라는 이름이었을 수 있다고 한다.

## 무덤
2008년 10월에, 노니우스 마크리누스의 무덤이 로마 북쪽 플라미니아 가도 인근 테베레강 강둑에서 고고학자들에게 발견되었다.
2012년 12월, 복원 비용 부족을 감안하여, 그의 무덤은 무덤을 이루고 있는 취약한 대리석을 보존하기 위하여 다시 묻어졌다.

## 대중 문화에서
마크리누스의 생애는 2000년 영화 글래디에이터 속 러셀 크로가 맡은 막시무스 데키무스 마리디우스에 영감을 주었다.
마르쿠스 노니우스 마크리누스와 가상의 인물 막시무스 데키무스 메리디우스는 동일한 시기에 위치했다. 게다가, 마르쿠스와 막시무스는 마르쿠스 아우렐리우스에게 총애를 받았고 잘 알려져 있었다. 허나 마르쿠스 노니우스 마크리누스는 성공적인 생애를 보내고 부유한 사람으로 사망하였으나, 대조적으로 막시무스 데키무스 메리디우스는 가족을 잃고 노예로 팔리기까지 하였다.